# Университет Далхаузи

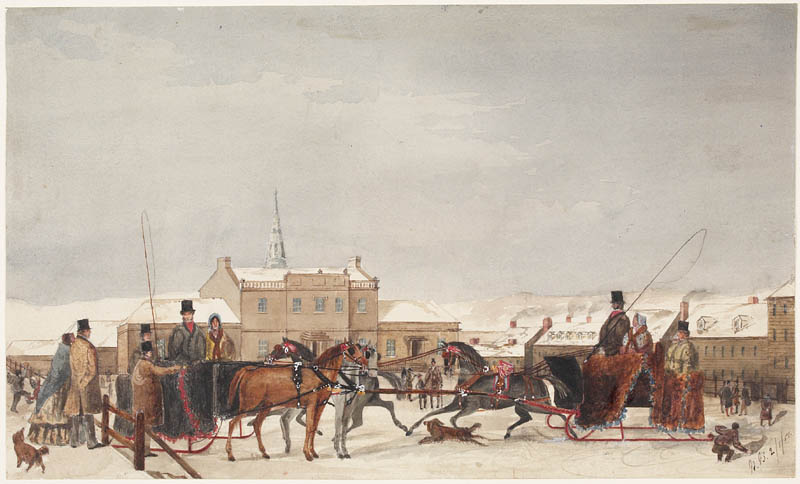
Квадрат Далхаузи, Галифакс (Новая Шотландия), 1851

Университет Далхаузи  (англ. Dalhousie University) — университет, расположенный в Галифаксе (Новая Шотландия), Канада.

## Описание
Университет Далхаузи является самым крупным университетом среди вузов приморских Провинций и входит в состав ведущих канадских университетов. Предлагает широкий спектр программ в трех университетских циклах, в том числе программы по медицине и праву. Занимает верхние строки в рейтингах канадских университетов, наиболее активных в области исследований.
В 2005 году университет принимал 10 660 студентов дневного обучения на бакалавриате и 2 640 студентов дневного обучения в аспирантуре.

## История
Основанный в 1818 году и назван в честь Джорджа Рамсея, 9-го графа Далхаузи.
Первым чернокожим канадцем, занявшим академическую должность и ставшим профессором в Университете Дэлхаузи стала Ванда Томас Бернард